# San Sebastiano al Vesuvio
San Sebastiano al Vesuvio là một đô thị ở tỉnh Napoli, sườn tây của núi Vesuvius. Đô thị này nằm ở khu vực cao nên nhiệt độ thường thấp hơn tỉnh lỵ Napoli.
Đô thị này có diện tích 2 km2 và dân số 9851 người.